# Franz Espagne
Franz Espagne (* 21. April 1828 in Münster; † 24. Mai 1878 in Berlin) war ein deutscher Musikwissenschaftler und Bibliothekar. 

## Leben
Espagne war Schüler von Siegfried Wilhelm Dehn in Berlin. 1858 war er kurze Zeit Musikdirektor in Bielefeld. Noch im selben Jahr, nach dem frühzeitigen Tode von Dehn, übernahm er die Leitung der Musikabteilung der Königlichen Bibliothek in Berlin. Das Amt übte er bis zu seinem Tod aus. Sein Nachfolger wurde Albert Kopfermann.
Daneben war er Chorleiter an der Hedwigskirche der Stadt. Außerdem machte er sich einen Namen als Mitarbeiter an den Gesamtausgaben von Beethoven und Palestrina, die im Leipziger Verlag Breitkopf & Härtel erschienen.

## Veröffentlichungen (Auswahl)
- Verzeichnis sämmtlicher Werke Dr. Carl Loewe’s, Berlin 1870.